# Орлов, Георгий Александрович
Георгий Александрович Орлов (род. 28 февраля 1927, Тула) — деятель советских спецслужб, генерал-майор внешней разведки. Начальник Краснознамённого института КГБ СССР имени Ю. В. Андропова (1986—1991).

## Биография
Родился 28 февраля 1927 года в Туле в рабочей семье.
В период Великой Отечественной войны работал электромонтёром.
С 1945 года после окончания Ленинградского высшего артиллерийского командного училища служил в частях ГСВГ и с 1948 по 1949 годы в — Закавказском военном округе.
С 1949 года работал на Московско-Киевской железной дороге. С 1950 года на комсомольской работе — 2-й секретарь Ленинского райкома ВЛКСМ Тульской области.
С 1952 по 1956 годы обучался в Военный институт иностранных языков Советской Армии, после окончания института направлен для работы в органы госбезопасности. С 1957 года после окончания Ленинградского институт иностранных языков КГБ при СМ СССР работал во внешней разведке. С 1959 по 1965 годы находился в командировке во Франции.
С 1970 по 1975 годы — секретарь парткома ПГУ КГБ при СМ СССР. С 1975 по 1981 годы — заместитель начальника Первого главного управления КГБ СССР по кадрам.
С 1981 по 1982 годы был в командировке в Афганистане. С 1982 по 1986 годы —
резидент КГБ СССР в Риме.
С 1986 по 1991 годы — начальник Краснознамённого института КГБ СССР имени Ю. В. Андропова.
В 1991 году вышел в отставку по возрасту.

## Награды и премии
- Орден Красной Звезды
- Два Ордена Знак Почёта
- Премия Службы внешней разведки Российской Федерации. «Отечество, доблесть, честь» (2006 г.)[5] как соавтору энцикл. издания «История российской внешней разведки»: Очерки: В 6 т. М., 2006 (см. Библиографию).